# Leichtathletik-Europameisterschaften 2006/200 m der Frauen

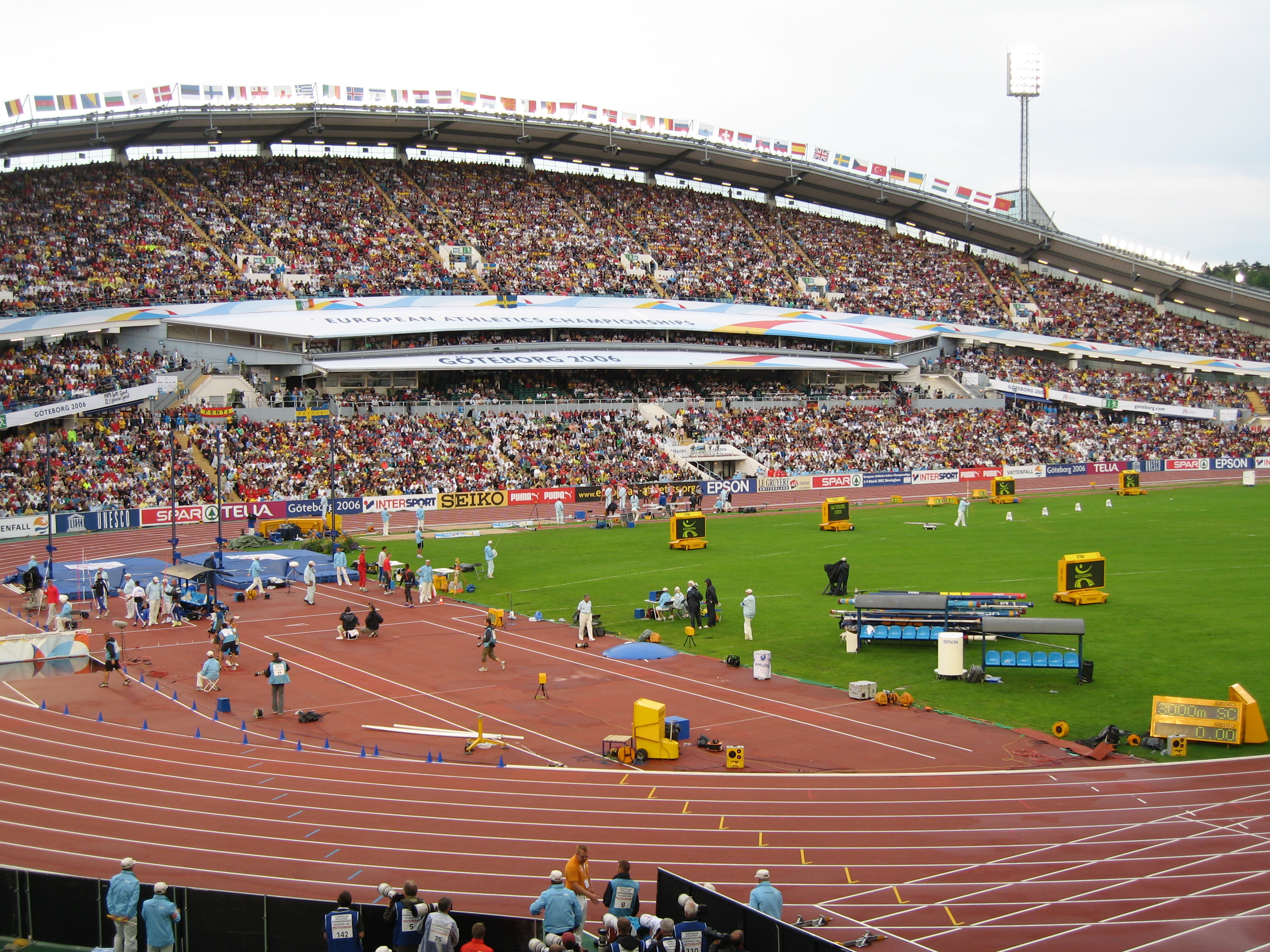
Das Ullevi-Stadion in Göteborg während der Europameisterschaften 2006

Der 200-Meter-Lauf der Frauen bei den Leichtathletik-Europameisterschaften 2006 wurde am 10. und 11. August 2006 im Ullevi-Stadion der schwedischen Stadt Göteborg ausgetragen.
Die russischen Sprinterinnen errangen in diesem Wettbewerb mit Silber und Bronze zwei Medaillen. Europameisterin wurde wie schon über 100 Meter die Belgierin Kim Gevaert, die 2002 EM-Zweite geworden war. Julija Guschtschina errang die Silbermedaille. Bronze ging an Natalja Russakowa.

## Bestehende Rekorde
| Weltrekord           | 21,34 s | Florence Griffith-Joyner | OS Seoul, Südkorea                                        | 29. September 1988 |
| Europarekord         | 21,71 s | Marita Koch              | Karl-Marx-Stadt (heute Chemnitz), DDR (heute Deutschland) | 10. Juni 1979      |
| Europarekord         | 21,71 s | Marita Koch              | Potsdam, DDR (heute Deutschland)                          | 21. Juli 1984      |
| Europarekord         | 21,71 s | Heike Drechsler          | Jena, DDR (heute Deutschland)                             | 29. Juni 1986      |
| Europarekord         | 21,71 s | Heike Drechsler          | EM Stuttgart, BR Deutschland                              | 9. August 1986     |
| Meisterschaftsrekord | 21,71 s | Heike Drechsler          | EM Stuttgart, BR Deutschland                              | 9. August 1986     |

Der schon seit 1986 bestehende EM-Rekord blieb auch bei diesen Europameisterschaften unangetastet. Die schnellste Zeit erzielte die belgische Europameisterin Kim Gevaert im Finale mit 22,68 s bei einem Gegenwind von 0,8 m/s, womit sie 97 Hundertstelsekunden über dem Rekord, gleichzeitig Europarekord, blieb. Zum Weltrekord fehlten ihr 1,34 s.

## Legende
Kurze Übersicht zur Bedeutung der Symbolik – so üblicherweise auch in sonstigen Veröffentlichungen verwendet:
| DNF | Wettkampf nicht beendet (did not finish) |
| DSQ | disqualifiziert                          |

## Vorrunde
Die Vorrunde wurde in vier Läufen durchgeführt. Die ersten drei Athletinnen pro Lauf – hellblau unterlegt – sowie die darüber hinaus vier zeitschnellsten Läuferinnen – hellgrün unterlegt – qualifizierten sich für das Halbfinale.

### Vorlauf 1

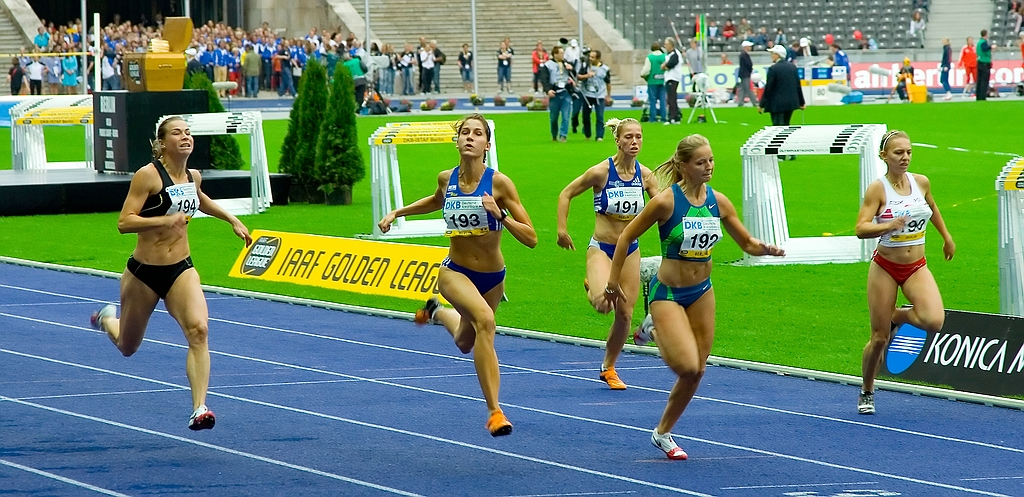
Štěpánka Klapáčová (ganz links) schied als Sechste ihres Vorlaufs aus

10. August 2006, 18:25 Uhr
Wind: +0,8 m/s
| Platz | Name                   | Nation       | Zeit (s) |
| ----- | ---------------------- | ------------ | -------- |
| 1     | Monika Bejnar          | Polen        | 23,07    |
| 2     | Jacqueline Poelman     | Niederlande  | 23,35    |
| 3     | Jekaterina Kondratjewa | Russland     | 23,41    |
| 4     | Eleni Artymata         | Zypern       | 23,51    |
| 5     | Kristina Žumer         | Slowenien    | 23,63    |
| 6     | Štěpánka Klapáčová     | Tschechien   | 23,64    |
| 7     | Elefthéria Kobídou     | Griechenland | 23,92    |

### Vorlauf 2

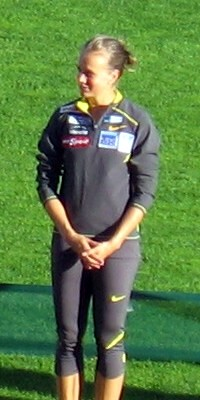
Sari Keskitalos sechster Platz im zweiten Vorlauf reichte nicht zum Erreichen der nächsten Runde

10. August 2006, 18:30 Uhr
Wind: +0,9 m/s
| Platz | Name              | Nation     | Zeit (s) |
| ----- | ----------------- | ---------- | -------- |
| 1     | Natalja Russakowa | Russland   | 22,75    |
| 2     | Olena Tschebanu   | Ukraine    | 23,41    |
| 3     | Olivia Borlée     | Belgien    | 23,48    |
| 4     | Sylviane Félix    | Frankreich | 23,50    |
| 5     | Klodiana Shala    | Albanien   | 23,55    |
| 6     | Sari Keskitalo    | Finnland   | 23,55    |
| 7     | Elisabeth Slettum | Norwegen   | 23,55    |

### Vorlauf 3
10. August 2006, 18:35 Uhr
Wind: +1,4 m/s
| Platz | Name                    | Nation     | Zeit (s) |
| ----- | ----------------------- | ---------- | -------- |
| 1     | Angela Moroșanu         | Rumänien   | 23,14    |
| 2     | Hanna Mariën            | Belgien    | 23,24    |
| 3     | Belén Recio             | Spanien    | 23,62    |
| 4     | Lena Aruhn              | Schweden   | 23,96    |
| 5     | Monika Gatschewska      | Bulgarien  | 24,53    |
| DNF   | Ciara Sheehy            | Irland     |          |
| DSQ   | Fabienne Beret-Martinel | Frankreich |          |

### Vorlauf 4

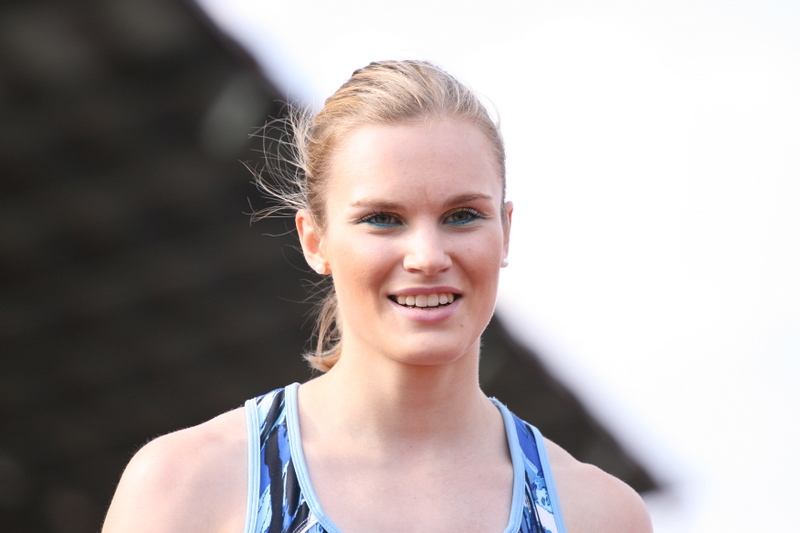
Pia Tajnikar kam als Sechste ihres Laufs nicht über die Vorrunde hinaus

10. August 2006, 18:40 Uhr
Wind: +1,0 m/s
| Platz | Name                  | Nation      | Zeit (s) |
| ----- | --------------------- | ----------- | -------- |
| 1     | Julija Guschtschina   | Russland    | 22,69    |
| 2     | Kim Gevaert           | Belgien     | 22,83    |
| 3     | Muriel Hurtis-Houairi | Frankreich  | 23,27    |
| 4     | Jala Gangnus          | Deutschland | 23,39    |
| 5     | Anna Boyle            | Irland      | 23,94    |
| 6     | Pia Tajnikar          | Slowenien   | 24,22    |
| 7     | Iveta Mazáčová        | Tschechien  | 24,25    |

## Halbfinale
Aus den beiden Halbfinalläufen qualifizierten sich die jeweils ersten vier Athletinnen – hellblau unterlegt – für das Finale.

### Lauf 1

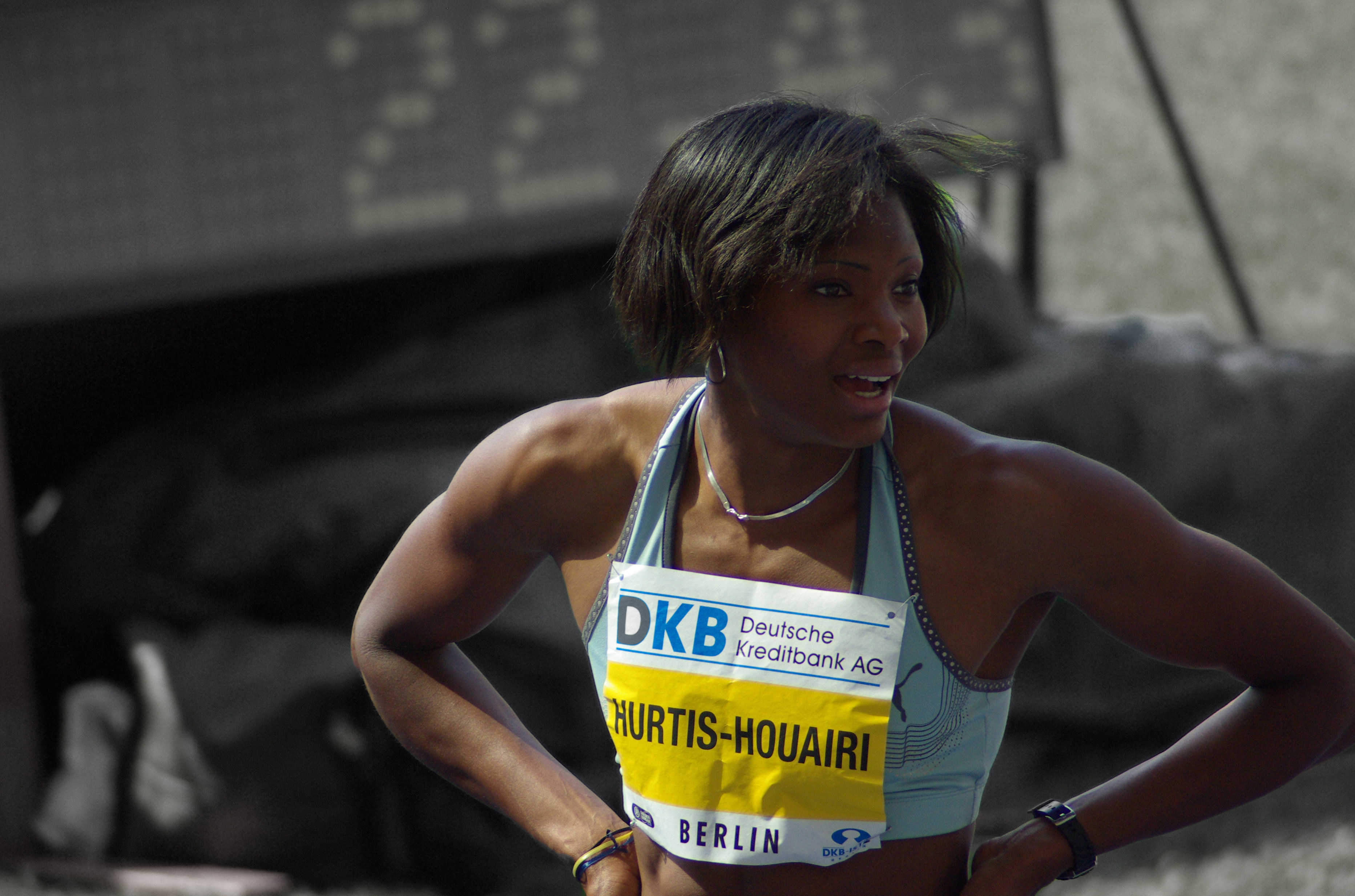
Muriel Hurtis-Houairi fehlte eine Hundertstelsekunde, um im Finale dabei zu sein
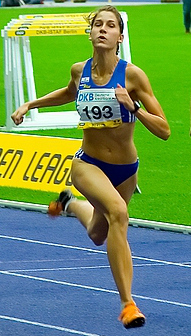
Für Jala Gangnus reichte ihr siebter Platz im ersten Halbfinallauf nicht zur Finalteilnahme

11. August 2006, 18:45 Uhr
Wind: −2,1 m/s
| Platz | Name                  | Nation      | Zeit (s) |
| ----- | --------------------- | ----------- | -------- |
| 1     | Kim Gevaert           | Belgien     | 23,07    |
| 2     | Julija Guschtschina   | Russland    | 23,21    |
| 3     | Angela Moroșanu       | Rumänien    | 23,60    |
| 4     | Olena Tschebanu       | Ukraine     | 23,79    |
| 5     | Muriel Hurtis-Houairi | Frankreich  | 23,80    |
| 6     | Belén Recio           | Spanien     | 24,20    |
| 7     | Jala Gangnus          | Deutschland | 24,24    |
| 8     | Klodiana Shala        | Albanien    | 24,64    |

### Lauf 2
11. August 2006, 18:54 Uhr
Wind: −1,0 m/s

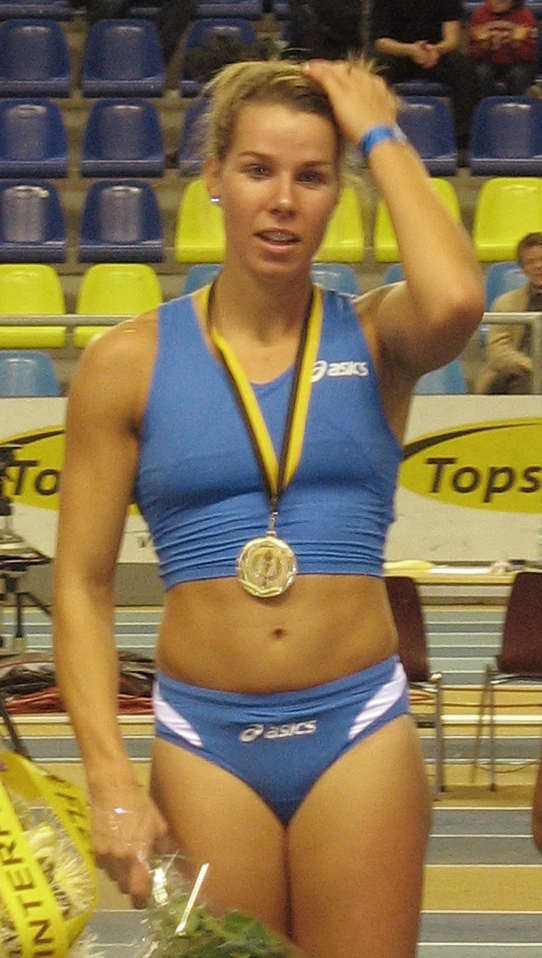
Hanna Mariën verpasste das Finale um einen Rang
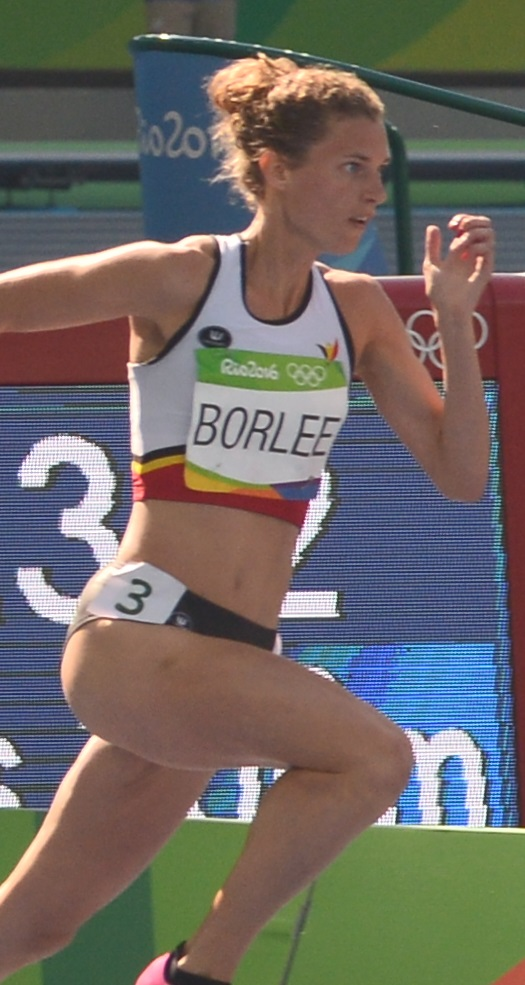
Olivia Borlée belegte Platz sechs in ihrem Semifinale und schied damit aus
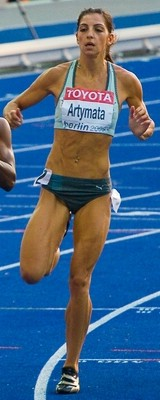
Für Eleni Artymata war das Erreichen des Halbfinals, in dem sie ausschied, ein Erfolg
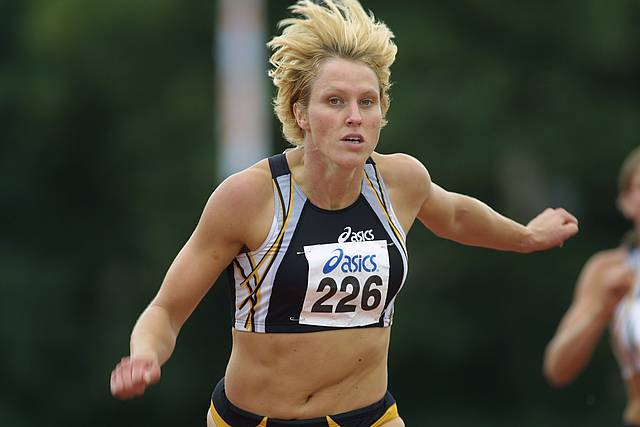
Jacqueline Poelman hatte als Achte des zweiten Semifinals keine Chance auf ein Weiterkommen

| Platz | Name                   | Nation      | Zeit (s) |
| ----- | ---------------------- | ----------- | -------- |
| 1     | Natalja Russakowa      | Russland    | 23,02    |
| 2     | Jekaterina Kondratjewa | Russland    | 23,32    |
| 3     | Monika Bejnar          | Polen       | 23,34    |
| 4     | Sylviane Félix         | Frankreich  | 23,46    |
| 5     | Hanna Mariën           | Belgien     | 23,59    |
| 6     | Olivia Borlée          | Belgien     | 23,90    |
| 7     | Eleni Artymata         | Zypern      | 23,93    |
| 8     | Jacqueline Poelman     | Niederlande | 24,01    |

## Finale
11. August 2006, 20:45 Uhr
Wind: −0,8 m/s
| Platz | Name                   | Nation     | Zeit (s) |
| ----- | ---------------------- | ---------- | -------- |
| 1     | Kim Gevaert            | Belgien    | 22,68    |
| 2     | Julija Guschtschina    | Russland   | 22,93    |
| 3     | Natalja Russakowa      | Russland   | 23,09    |
| 4     | Monika Bejnar          | Polen      | 23,28    |
| 5     | Sylviane Félix         | Frankreich | 23,45    |
| 6     | Jekaterina Kondratjewa | Russland   | 23,58    |
| 7     | Olena Tschebanu        | Ukraine    | 23,63    |
| 8     | Angela Moroșanu        | Rumänien   | 23,66    |

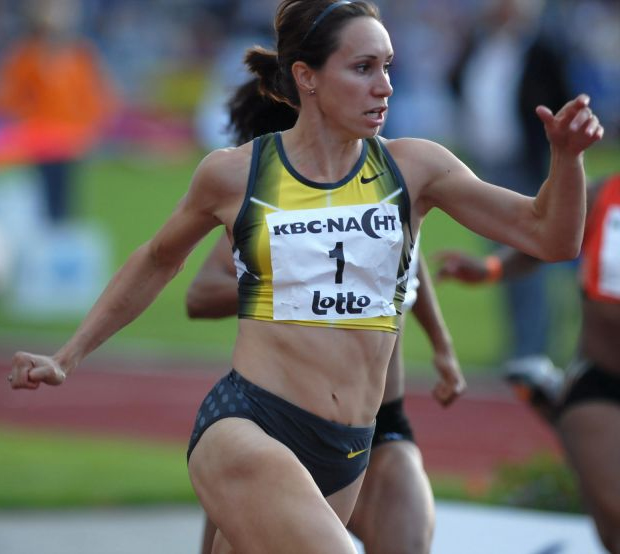
Kim Gevaert – nach zwei Silbermedaillen vier Jahre zuvor nun Doppeleuropameisterin auf den Sprintstrecken

Seit den ersten Europameisterschaften für Frauen 1938 hatte keine Belgierin Gold gewinnen können. Nun entschied Kim Gevaert zwei Tage nach ihrem Sieg über 100 Meter auch den 200-Meter-Lauf souverän für sich. Im Ziel wurde sie von der Hochspringerin Tia Hellebaut erwartet, die unmittelbar vor dem Start des Rennens Hochsprunggold errungen hatte. Die beiden Belgierinnen gingen gemeinsam auf die Ehrenrunde.

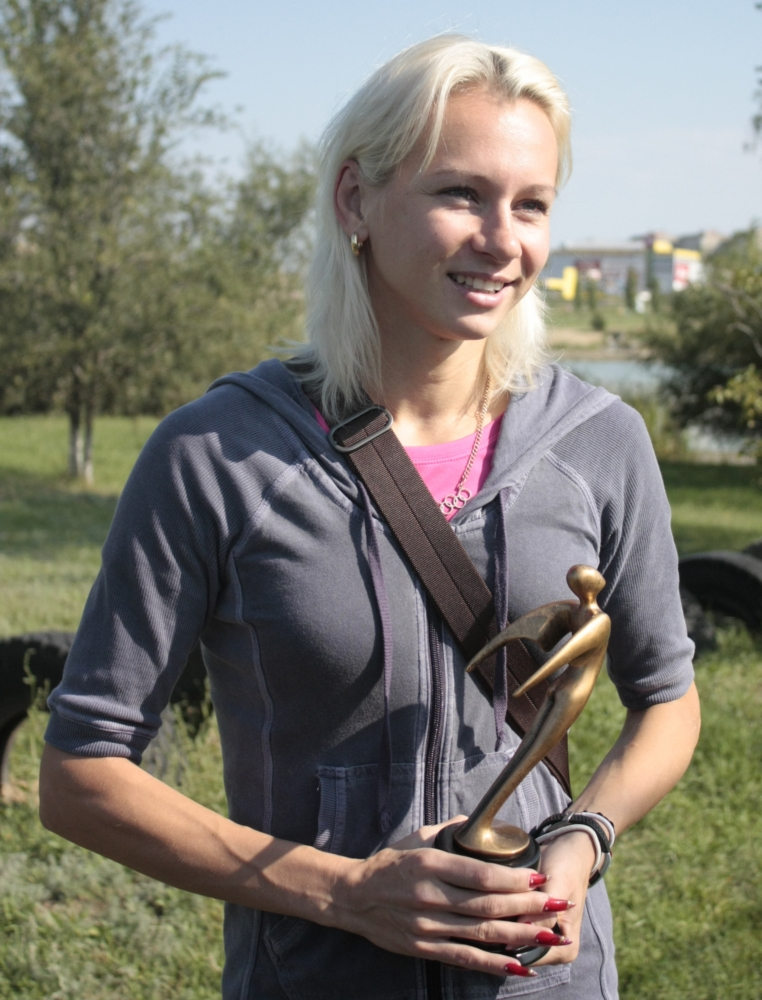
Nach Rang fünf über 100 Meter errang Julija Guschtschina auf der längeren Strecke die Silbermedaille
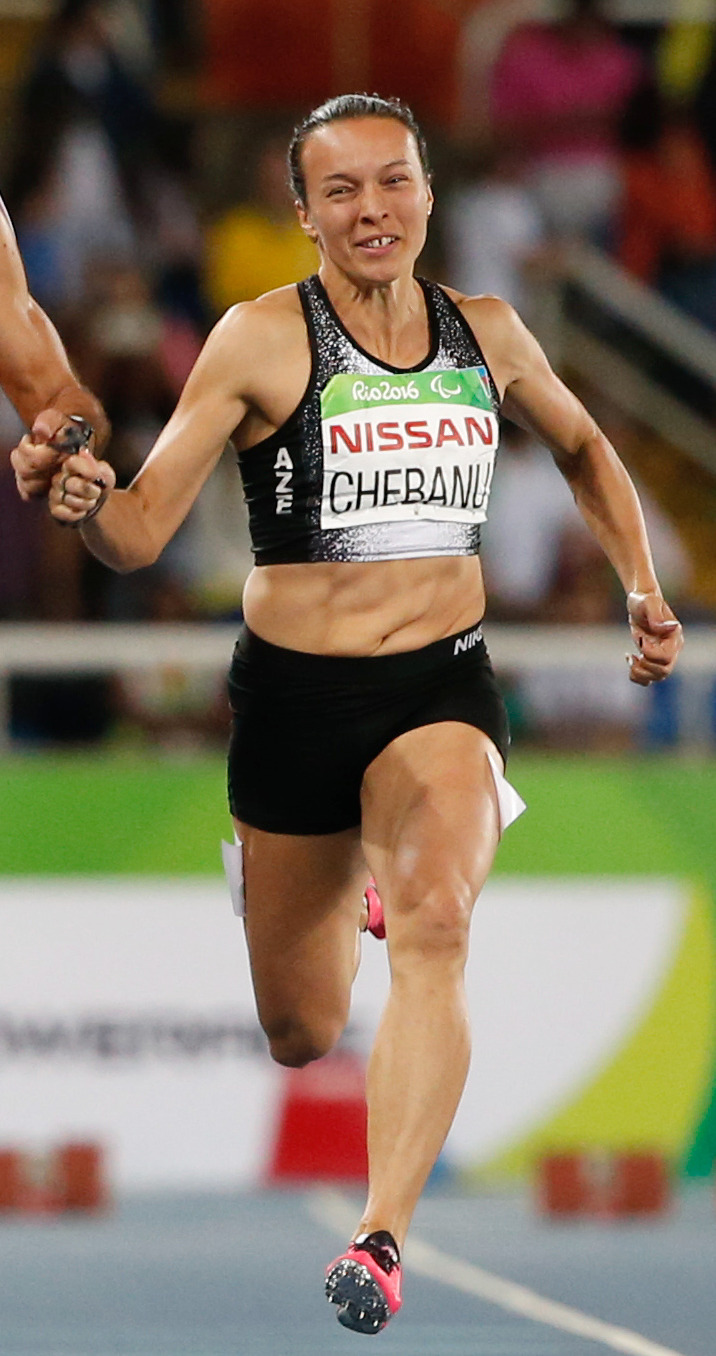
Olena Tschebanu belegte Rang sieben
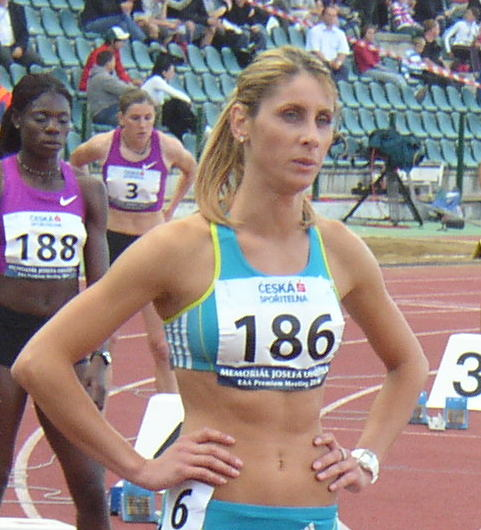
Angela Moroșanu kam auf den achten Platz

## Videolinks
- 2006 European Championships Women's 200m, youtube.com, abgerufen am 29. Januar 2023
- Belgium’s UNFORGETTABLE night in 2006, youtube.com, abgerufen am 29. Januar 2023
- Kim Gevaert’s Double Sprint Glory | Gothenburg 2006, youtube.com, abgerufen am 29. Januar 2023